# Enragés
No contexto  da Revolução Francesa, os enragés (em português, raivosos) eram um grupo de revolucionários radicais cujo representante mais notório foi o padre constitucional Jacques Roux. Reivindicavam não só a igualdade civil e política, mas também a social, preconizando a taxação dos gêneros alimentícios, a requisição dos grãos e o pagamento de tributos pelos ricos. Podemos situá-los à esquerda do grupo dos montanheses. Foram combatidos tanto por Robespierre quanto por Danton, Marat e os hebertistas. Suas idéias foram retomadas e desenvolvidas por Babeuf.
Jacques Roux, em nome dos enragés, publicou em junho de 1793 um Manifesto com seus ideais, o Manifeste des Enragés.